# Izba Pamięci Terroru Komunistycznego w Tomaszowie Lubelskim
Izba Pamięci Terroru Komunistycznego w Tomaszowie Lubelskim – muzeum, położone w Tomaszowem Lubelskim. Placówka mieści się w dawnym budynku więzienia Powiatowego Urzędu Bezpieczeństwa Publicznego, zwanym „Smoczą Jamą”, funkcjonującą w latach 1944-1956. Placówka jest jednostka powiatową.
Muzeum otwarto w 2010 roku, w 65 rocznicę akcji oddziału partyzanckiego Kompanii „Narol”, dowodzonej przez Karola Kosteckiego „Kostka”, w wyniku której uwolniono w nocy 13/14 listopada 1945 roku 70 więźniów. Sam budynek od 1956 roku służył jako archiwum sądu rejonowego, a następnie został przejęty przez miasto, celem urządzenia ekspozycji.

Wystrój Izby został zaprojektowany we współpracy z lubelskim oddziałem Instytutu Pamięci Narodowej. Ekspozycja prezentuje dzieje terroru komunistycznego, sylwetki oprawców oraz wspomnienia więźniów. W jednym z pomieszczeń odtworzono pokój przesłuchań.
Muzeum jest obiektem całorocznym, czynnym od poniedziałku do piątku w godzinach Urzędowych. Wstęp jest bezpłatny.